# Gorna Mahala, Plovdiv
Gorna Mahala (în bulgară Горна Махала) este un sat în comuna Kaloianovo, regiunea Plovdiv,  Bulgaria. 

## Demografie
Componența etnică a satului Gorna Mahala
     Bulgari (97,6%)
     Nicio identificare (2,39%)
     Altele (0%)
La recensământul din 2011, populația satului Gorna Mahala era de 292 locuitori. Din punct de vedere etnic, majoritatea locuitorilor (97,6%) erau bulgari. Pentru 2,39% din locuitori nu este cunoscută apartenența etnică.